# Twin Peaks (série de 2017)
Twin Peaks, também conhecido como Twin Peaks: The Return é uma série dramática americana criada por Mark Frost e David Lynch, e uma continuação da série homônima de 1990–91 do canal ABC. A série limitada consiste de 18 episódios e estreou no Showtime em 21 de maio de 2017. A primeira transmissão mundial da série aconteceu em 19 de maio de 2017, no Theater at Ace Hotel, em Los Angeles.
A série foi desenvolvida e escrita por Lynch e Frost durante vários anos, e dirigida inteiramente por Lynch. Muitos atores do elenco da série original retornaram, incluindo Kyle MacLachlan como o agente especial do FBI, Dale Cooper, e novos membros do elenco foram introduzidos, incluindo Laura Dern, Naomi Watts, Michael Cera, Jim Belushi e Jennifer Jason Leigh. Antes da estreia, pouco se sabia sobre a série, mas o presidente da Showtime, David Nevins, afirmou que "o centro da série é a odisseia do Agente Cooper quanto a volta para Twin Peaks".

## Produção

### Antecedentes e desenvolvimento
A primeira série de Twin Peaks, uma série de televisão de drama americana criada por Mark Frost e David Lynch, estreou em 8 de abril de 1990, na ABC. Foi uma das séries mais conhecidas de 1990, mas as classificações em declínio levaram ao seu cancelamento em 1991, após a segunda temporada. Nos seguintes anos, Twin Peaks foi frequentemente listado entre os maiores dramas de televisão de todos os tempos.  Um filme prequela, dirigido por Lynch, Twin Peaks: Fire Walk with Me, foi lançado em 1992. Lynch planejou mais dois filmes que teriam concluído a narrativa da série, mas em 2001 afirmou que o Twin Peaks  estava "mortinha da silva".
Em 2007, o artista Matt Haley e o produtor de Twin Peaks, Robert Engels, começaram a trabalhar num romance gráfico para continuar a série, para ser incluída no box set "Complete Mystery". Haley declarou: "Bob e eu tivemos uma série de discussões sobre qual seria a história, eu estava interessado em usar qualquer coisa proposta para a terceira temporada. Eu realmente queria que fosse literalmente uma 'terceira temporada' do programa. Lynch vetou o projeto, afirmando que ele respeitava o esforço, mas não queria continuar de qualquer forma a história de Twin Peaks.
Rumores surgiram no final de 2013 dizendo de alguma forma, que o retorno de Twin Peaks era iminente mas foram desmentidas pela filha do Lynch Jennifer Lynch (autora de The Secret Diary of Laura Palmer) e pelo co-criador da série, Mark Frost, escrevendo que "a verdade é mais valiosa e muito mais difícil de encontrar."

Em 2014, o desenvolvimento e o lançamento do set em Blu-ray, Twin Peaks: The Complete Mystery, além dos comentários anteriores de Wise, causou especulações entre os fãs que pensaram que Twin Peaks iria voltar de alguma forma. Em janeiro de 2014, um casting para uma promo de "Twin Peaks" dirigido por Lynch foi revelada como sendo a filmagem de um featurette para The Complete Mystery. Em setembro de 2014, Lynch respondeu uma pergunta sobre Twin Peaks no Lucca Film Festival dizendo que era uma "questão delicada", "há sempre uma possibilidade... e você só tem que esperar para ver o que acontece."

Pôster mostrando Kyle MacLachlan como Dale Cooper.

### Anúncio
Em 6 de outubro de 2014, foi anunciado pelo canal Showtime que seria uma minissérie de nove episódios escrita por Lynch e Frost e toda dirigida por Lynch. Frost enfatizou que os novos episódios não eram um remake ou reboot, mas uma continuação da série. Os episódios são definidos nos dias atuais, e a passagem de 25 anos é um elemento importante na trama. Sobre se a minissérie se tornar uma série contínua, Frost disse, "a prova será um pudim. Se tivermos muito tempo para fazer e todo mundo adorar e se eles decidirem se tem espaço para mais, eu podia ver isso acontecendo dessa maneira."
Em março de 2015, Lynch expressou dúvidas sobre a produção devido a "complicações". Mas Showtime afirmou que a série estava em desenvolvimemto, afirmando que "nada está se movimentando mais rápido que a pré-produção com David Lynch. Tudo está se movendo para a frente e todos estão loucos, agitados e animados." Em abril de 2015, Lynch disse que não iria dirigir os nove episódios devido a restrições orçamentais. Mas Lynch e Showtime chegaram a um acordo, com o Lynch confirmando em 15 de maio de 2015, que ele iria dirigir, e que haveria mais episódios do que os nove originalmente anunciados. No painel de Seatle Twin Peaks, os membros do elenco Sherilyn Fenn and Sheryl Lee disseram que a nova série seria composta por 18 episódios e Angelo Badalamenti iria retornar como compositor.

### Elenco
Em 12 de janeiro de 2015, Kyle MacLachlan foi confirmado para a volta da série. Foi dito que Peter Sarsgaard tinha entrado no elenco, mas depois disse: "eu não estou fazendo Twin Peaks" e era "um rumor que não se baseava em nada". Em outubro de 2015, foi confirmado que Michael Ontkean, que interpretava o Xerife Harry S. Truman e desde então se aposentou, dizendo não voltaria a atuar. O papel do xerife da cidade supostamente foi preenchido por Robert Forster que estava previsto para interpretar Truman no episódio piloto da série original, mas foi trocado por Ontkean devido a problemas de agendamento. Também em outubro, David Duchovny sugeriu seu retorno como agente Denise Bryson.  Em novembro de 2015, foi relatado que Miguel Ferrer retomaria seu papel como Albert Rosenfield e que Richard Beymer e David Patrick Kelly retornariam como Benjamin Horne e Jerry Horne, respectivamente.  Em dezembro de 2015, Alicia Witt confirmou que retomaria seu papel como Gersten Hayward.
Russ Tamblyn foi submetido a cirurgia de coração aberto no final de 2014 e ainda estava se recuperando em 2015. Lynch e Frost ainda esperavam que Tamblyn se juntasse ao elenco para a nova temporada.  Em 28 de setembro de 2015, Catherine E. Coulson , que estava planejada para reprisar seu papel da Log Lady na nova série,  morreu de câncer.  Tanto Tamblyn e Coulson foram mais tarde confirmados como parte do elenco, como Coulson havia filmado algumas cenas antes de sua morte. 
O primeiro trailer da série, lançado em dezembro de 2015, confirmou o envolvimento de Michael Horse (Tommy "Hawk" Hill).  Em janeiro de 2016, foi relatado que Sherilyn Fenn retomaria seu papel como Audrey Horne em uma "presença importante".  Em fevereiro de 2016, foi relatado que Lynch retomaria seu papel como Gordon Cole.  A colaboradora frequente de Lynch, Laura Dern foi lançado em um "papel fundamental secreto" que acabou por ser Diane, personagem anteriormente não visto a quem Cooper frequentemente ditava mensagens gravadas durante a versão original do show. Em abril de 2016, uma lista completa de elenco foi lançada, com 217 atores, com atores que retornam da série anterior marcada com asteriscos.
Antes de sua morte em janeiro de 2016, David Bowie tinha a intenção de fazer uma aparição como agente do FBI Phillip Jeffries, seu personagem de Twin Peaks: Fire Walk with Me.  Em janeiro e fevereiro de 2017, respectivamente, os membros do elenco Miguel Ferrer e Warren Frost morreram, mas ambos aparecem na nova série.

### Filmagens
Em julho de 2015, Frost sugeriu que a série estrearia em 2017 em vez de 2016, como originalmente planejado. A série começou a ser filmada em setembro de 2015, e o presidente da Showtime, David Nevins, disse: "Espero que façamos em 2016. Não está claro. Em última análise, estará no controle deles [co-criadores da série, David Lynch e Mark Frost]." Nevins também afirmou: "Eu não sei [quantos episódios haverá]. Eles vão decidir, eu espero que seja mais de nove, mas é aberto. Eu sei o que o cronograma de filmagem é, e depois vamos ter cortado nisso, no entanto, muitos episódios em que se sente melhor." Em janeiro de 2016, Nevins confirmou que a série estrearia no primeiro semestre de 2017. A série foi filmada continuamente a partir de um único e longo roteiro de gravação antes de ser editada em episódios. Em janeiro de 2016, foi relatado que as filmagem foram mais longas que o previsto. As filmagem foram concluídas em abril de 2016.

## Elenco
- Kyle MacLachlan como:
  - O Agente Especial Dale Cooper[44][45][46]
  - O Doppelgänger de Cooper / Mr. C
  - Douglas "Dougie" Jones
  - Richard

### Twin Peaks
- Mädchen Amick como Shelly Briggs[a][44][45]
- Dana Ashbrook como o Delegado Bobby Briggs[44][45]
- Phoebe Augustine como Ronette Pulaski[b]
- Richard Beymer como Benjamin Horne[45][47]
- Gia Carides como Hannah[5]
- Vincent Castellanos como Federico[5]
- Michael Cera como Wally "Brando" Brennan[5]
- Joan Chen como Josie Packard[b]
- Candy Clark como Doris Truman[48]
- Scott Coffey como Trick[5]
- Catherine E. Coulson[c] como Margaret Lanterman ("The Log Lady")[d][5][45]
- Grace Victoria Cox como Charlotte[5]
- Jan D'Arcy como Sylvia Horne[44][45]
- Eric DaRe como Leo Johnson[b]
- Ana de la Reguera como Natalie[49]
- Hugh Dillon como Tom Paige[49]
- Eamon Farren como Richard Horne[5]
- Sherilyn Fenn como Audrey Horne[44][45]
- Sky Ferreira como Ella[5]
- Robert Forster como o Xerife Frank Truman[24]
- Mark Frost como Cyril Pons
- Warren Frost[c] como o Dr. Will Hayward[45][50]
- Balthazar Getty como Red[51]
- Harry Goaz como o Delegado Andy Brennan[44][45]
- Grant Goodeve como Walter Lawford[44]
- Gary Hershberger como Mike Nelson[44][45]
- Michael Horse como o Delagado Tommy "Hawk" Hill[44][45]
- Caleb Landry Jones como Steven Burnett[44]
- Ashley Judd como Beverly Paige[50]
- David Patrick Kelly como Jerry Horne[44][45]
- Piper Laurie como Catherine Martell[b]
- Jane Levy como Elizabeth[5]
- Peggy Lipton como Norma Jennings[44][45]
- Riley Lynch como Bing
- James Marshall como James Hurley[44][45]
- Everett McGill como Ed Hurley[44][45]
- Clark Middleton como Charlie[5]
- Moby como o Músico
- Jack Nance como Pete Martell[b][c]
- Walter Olkewicz como Jacques Renault e Jean-Michel Renault[b][e][5][45]
- John Pirruccello como o Delegado Chad Broxford
- Mary Reber como Alice Tremond[5]
- Kimmy Robertson como Lucy Brennan[44][45]
- Wendy Robie como Nadine Hurley[44][45]
- Eric Rondell como Johnny Horne
- Marvin "Marv" Rosand[c] como Toad[5][45]
- Rod Rowland como Chuck[5]
- Amanda Seyfried como Rebecca (Becky) Burnett[52]
- Harry Dean Stanton como Carl Rodd[44][45]
- JR Starr como MC[5]
- Charlotte Stewart como Betty Briggs[44][45]
- Jessica Szohr como Renee[53]
- Russ Tamblyn como o Dr. Lawrence Jacoby[5][45]
- Jodi Thelen como Maggie[5]
- Lauren Tewes como Gersten's neighbor[5]
- Jake Wardle como Freddie Sykes[5]
- Alicia Witt como Gersten Hayward[45][54]
- Karolina Wydra como Chloe[5]
- Charlyne Yi como Ruby[5]
- Grace Zabriskie como Sarah Palmer[44][45]

### Governo
- Chrysta Bell como a Agente do FBI Tammy Preston[5]
- Richard Chamberlain como Bill Kennedy[5]
- Laura Dern como Diane Evans
- David Duchovny como Chefe de Gabinete do FBI Denise Bryson[45][55]
- Jay R. Ferguson como o Agente Especial Randall Headley[5]
- Miguel Ferrer[c] como o Agente do FBJ Albert Rosenfield[44][45]
- Ernie Hudson como Colonel Davis[5]
- David Lynch como o Vice-Diretor do FBI Gordon Cole[45][56]
- Adele René como Lieutenant Cynthia Knox[5]
- Owain Rhys-Davies como o Agente Wilson[5]

### Las Vegas
- Alon Aboutboul como a Cabeça em Movimento[5]
- Joe Adler como Roger
- Tammie Baird como Lorraine[5]
- Jim Belushi como Bradley Mitchum
- John Billingsley como o Dr. Ben[5]
- Ronnie Gene Blevins como Tommy[5]
- Wes Brown como Darren[5]
- Juan Carlos Cantu como o Oficial Reynaldo
- Larry Clarke como o Detetive T. Fusco[5]
- Jonny Coyne como Contador Polonês[5]
- Giselle Damier como Sandie[5]
- David Dastmalchian como Pit Boss Warrick[57]
- Jeremy Davies como Jimmy[5]
- Eric Edelstein como Detetive "Smiley" Fusco[5]
- John Ennis como o Cara dos Caça-Níqueis[5]
- Josh Fadem como Phil Bisby[5]
- Rebecca Field como a outra Mãe[5]
- Patrick Fischler como Duncan Todd[57]
- Meg Foster como Cashier[5]
- Pierce Gagnon como Sonny Jim Jones[5]
- Hailey Gates como a Mãe Drogada[58]
- Brett Gelman como o Supervisor Burns[5]
- Ivy George como a Menina de 5 anos
- Robert Knepper como Rodney Mitchum
- David Koechner como o Detetive D. Fusco[5]
- Jay Larson como o Motorista da Limusine[5]
- Andrea Leal como Mandie[5]
- Bellina Logan como a Médica[f][5]
- Josh McDermitt como o Sábio[5]
- Don Murray como Bushnell Mullins[5]
- Sara Paxton como a Mulher[5]
- Linda Porter como a Senhora Viciada em Jogos
- Elena Satine como Rhonda[5]
- John Savage como o Detetive Clark[5]
- Amy Shiels como Candie[56]
- Tom Sizemore como Anthony Sinclair[56]
- Bob Stephenson como Frank[5]
- Ethan Suplee como Bill Shaker[5]
- Sabrina S. Sutherland como Atendente Jackie
- Naomi Watts como Janey-E Jones[56]
- Nafessa Williams como Jade[5]
- Christophe Zajac-Denek como Ike "The Spike" Stadtler[5]

### Dakota do Sul
- Jane Adams como Constance Talbot[5]
- Brent Briscoe como o Detetive Dave Macklay[5]
- Bailey Chase como o Detetive Don Harrison[59]
- Neil Dickson como o George Bautzer[5]
- George Griffith como Ray Monroe[44]
- Cornelia Guest como Phyllis Hastings[5]
- Nicole LaLiberte como Darya[5]
- Jennifer Jason Leigh como Chantal Hutchens[60]
- Matthew Lillard como William Hastings[5]
- Karl Makinen como o Inspetor Randy Hollister
- Bérénice Marlohe como a Mulher Francesa[5]
- James Morrison como Warden Dwight Murphy[5]
- Christopher Murray como o  Oficial Olson[5]
- Max Perlich como Hank[5]
- Tim Roth como Gary "Hutch" Hutchens[5]
- Mary Stofle como Ruth Davenport

### Sobrenatural
- Phoebe Augustine como a Garota Americana[g][h][5][45]
- Monica Bellucci como ela mesmo[5]
- David Bowie como Phillip Jeffries[c][b][5]
  - Nathan Frizzell como a voz de Phillip Jeffries[61]
- Robert Broski como o Woodsman[5]
- Don S. Davis como o Major Garland Briggs[c][b][62]
- Erica Eynon como o Experimento[i][5]
- Sheryl Lee como Laura Palmer[44][45]
- Joy Nash como Señorita Dido[5]
- Carlton Lee Russell como Jumping Man[5][45]
- Frank Silva como Killer BOB[c][b][63]
- Malachy Sreenan como Bosomy Lady[5]
- Al Strobel como Phillip Michael Gerard/MIKE[44][45]
- Carel Struycken como O Bombeiro[j][5][45]
- Ray Wise como Leland Palmer[44][45]
- Nae Yuuki como Naido[5]

Michael J. Anderson não retomou seu papel como The Man from Another Place, que, em vez disso, aparece como um efeito gerado por computador e é expressado por um ator não credenciado.

### Outros
Nova York
- Michael Bisping como o Guarda[5]
- Benjamin Rosenfield como Sam Colby[5]
- Madeline Zima como Tracey Barberato[5]

| Novo México, 1956 - Leslie Berger como a Esposa - Cullen Douglas como Disc Jockey - Tikaeni Faircrest como a Menina - Tad Griffith como o Marido - Xolo Mariduena como o Menino - Tracy Philips como a Recepcionista | Montana - Frank Collison como Muddy - Christopher Durbin como o Contador da Fazenda - Derek Mears como Renzo | Odessa - Matt Battaglia como Cowboy 3 - Francesca Eastwood como a Garçonete Kristi - Heath Hensley como Cowboy 1 - Rob Mars como Cowboy 2 - Sheryl Lee como Carrie Page |

## Episódios
| N.º na série | N.º na temp. | Título                                               | Dirigido por | Escrito por              | Exibição original     | Audiência (milhões) |
| --- | ------------ | ---------------------------------------------------- | ------------ | ------------------------ | --------------------- | ------------------- |
| 31 | 1            | "Part 1" "My Log Has a Message for You"              | David Lynch  | Mark Frost & David Lynch | 21 de maio de 2017    | 0.506               |
| Dale Cooper permanece preso no Black Lodge. Em Twin Peaks, o Dr. Jacoby recebe um carregamento de pás. No Grande Norte, Ben Horne apresenta seu irmão Jerry ao seu novo secretário, Beverly. O vice-chefe Hawk recebe uma chamada da Log Lady, que lhe informa que falta alguma evidência relacionada com Dale Cooper. Na cidade de Nova York, Sam Colby fica em um armazém assistindo uma caixa de vidro. Tracey Barberato o visita. Com o guarda de segurança ausente durante a segunda visita de Tracey, Sam a deixa entrar na sala. À medida que fazem sexo, uma entidade andrógina pálida - a Experiência - materializa-se na caixa de vidro e os assassina. Em Buckhorn, Dakota do Sul, Doppelgänger de Cooper - um homem sinistro e de cabelos longos com íris pretas - recupera dois associados, Ray e Darya. A polícia encontra a cabeça cortada da bibliotecária de Buckhorn, Ruth Davenport, colocada no corpo sem cabeça de John Doe. As impressões digitais do diretor local Bill Hastings são encontradas e ele é preso. Bill nega culpa, mas balbucia seu álibi. |              |                                                      |              |                          |                       |                     |
| 32 | 2            | "Part 2" "The Stars Turn and a Time Presents Itself" | David Lynch  | Mark Frost & David Lynch | 21 de maio de 2017    | 0.506               |
| A esposa de Bill Hastings, Phyllis, acusa-o de ter um caso, enquanto Phyllis tem tido um caso com o advogado de Bill, George. Uma entidade fantasma ocupa outra célula. Phyllis é assassinada em casa pelo Doppelgänger de Cooper. Tentando obter informações através de Darya, Ray e outro associado, Jack, o doppelgänger de Cooper percebe que seus associados se voltaram para ele. Ele assassina Jack e Darya, aprendendo que os três foram contratados para matá-lo. Ele revela que ele deve retornar ao Black Lodge, mas tem um plano para evitar isso. No Black Lodge, Cooper encontra Laura e Leland Palmer, MIKE, e uma forma evoluída de The Man from Another Place, agora uma árvore esqueletal com uma cabeça sem característica. Ele diz a Cooper que ele não pode sair antes que seu doppelgänger tenha retornado, mas o doppelgänger da árvore intervém. O piso do Black Lodge cede e Cooper cai na caixa de vidro em Nova York, depois no espaço. Em Twin Peaks, Hawk continua sua investigação sobre as palavras enigmáticas da Log Lady, e James Hurley compartilha um momento nostálgico com Shelly Johnson no Roadhouse. |              |                                                      |              |                          |                       |                     |
| 33 | 3            | "Part 3" "Call for Help"                             | David Lynch  | Mark Frost & David Lynch | 28 de maio de 2017    | 0.195               |
| Cooper aterrissa em um prédio de metal onde duas mulheres parecem protegê-lo de uma entidade invisível. O doppelgänger de Cooper fica doente enquanto dirige e trava. Cooper encontra um portal e troca lugares com um segundo Cooper doppelgänger, Dougie Jones, que acabou de fazer sexo com Jade, uma prostituta de Las Vegas. No Black Lodge, MIKE diz a Dougie que ele foi fabricado para um propósito que foi cumprido. Dougie se transforma em um minúsculo talão de ouro e MIKE tira o anel. Cooper é encontrado em um estado desorientado por Jade, que o engana por Dougie e o deixa em um cassino. À medida que ele perambula em confusão, ele joga máquinas caça-níqueis indicadas com imagens alucinantes do Black Lodge, ganhando megajackpots toda vez. No Departamento de Sheriff do Twin Peaks, Hawk, Andy e Lucy não conseguem discernir o que está "faltando". Na sede do FBI na Filadélfia, o agente Tamara Preston está informando Gordon Cole e Albert Rosenfield quando Cole recebe um telefonema declarando que Cooper foi encontrado em Dakota do Sul. |              |                                                      |              |                          |                       |                     |
| 34 | 4            | "Part 4" "...Brings Back Some Memories"              | David Lynch  | Mark Frost & David Lynch | 28 de maio de 2017    | 0.195               |
| Cooper ganha 28 megajackpots consecutivos no casino, totalizando $ 425,000, e é conduzido para a casa de Dougie. A esposa de Dougie, Janey-E, está chateada com o desaparecimento de três dias do marido, mas está aliviada de pagar sua dívida de $ 20,000 ($ 52,000 após juros). Ainda perto da catatônica, Cooper se instala na vida como Dougie. Ao se vestir, ele vê uma visão de MIKE, que o informa que ele ou o doppelgänger dele deve morrer. No departamento do xerife, o xerife Frank Truman faz uma atualização sobre a investigação de Hawk e o deputado Bobby Briggs lembra que Cooper era a última pessoa a ver seu pai, Major Garland Briggs, antes da morte dele. O filho de Andy e Lucy, Wally Brando, chega ao escritório do xerife para cumprimentar seu padrinho doente, Harry. Gordon encontra-se com a chefe de gabinete do FBI, Denise Bryson, antes de dirigir-se a Dakota do Sul com Albert e Tamara para ver Cooper. As impressões digitais do doppelgänger do tanoeiro são a inversa do Cooper; Ele afirma que ele trabalhou no disfarce para o agente especial Philip Jeffries. Gordon e Albert discutem suas dúvidas sobre o Cooper, e decidem buscar a única mulher que eles acham que pode ajudá-los. |              |                                                      |              |                          |                       |                     |
| 35 | 5            | "Part 5" "Case Files"                                | David Lynch  | Mark Frost & David Lynch | 4 de junho de 2017    | 0.254               |
| Janey-E deixa cair Cooper no local de trabalho de Dougie, onde ele reage a uma estátua do lado de fora, o cheiro de café e as palavras "agente" e "arquivos de casos". Depois que uma luz ilumina o rosto de um colega, Cooper o acusa de mentir, irritando seu chefe. O jovem que vive do outro lado da rua de onde o carro de Dougie está estacionado passa a investigar, quando um grupo de bandidos invade, causando uma explosão. Os Mitchums bateram e dispararam o supervisor do cassino, acusando-o de cumplicidade na série vencedora de Cooper. Jade derruba a chave do quarto do Great Northern Hotel do Cooper em uma caixa de correio. Em Twin Peaks, Shelly empresta dinheiro à filha Becky, que sai com o marido e toma cocaína. O Dr. Jacoby transmite vídeos da teoria da conspiração para vender suas pás douradas, com Jerry Horne e Nadine Hurley entre seus espectadores. Doppelgänger de Cooper faz um telefonema na prisão que faz com que o sistema de segurança fique mal. Em Buckhorn, uma autópsia do corpo decapitado revela o anel de casamento de Dougie no estômago. No Pentágono, o coronel Davis é informado de que as impressões digitais no corpo Buckhorn combinam com Garland Briggs - o décimo sexto conjunto de suas gravuras que encontraram em 25 anos.                                                             |              |                                                      |              |                          |                       |                     |
| 36 | 6            | "Part 6" "Don't Die"                                 | David Lynch  | Mark Frost & David Lynch | 6 de junho de 2017    | 0.270               |
| A polícia leva Cooper para a casa de Dougie e Janey-E recebe uma foto de Dougie com Jade. Cooper desenha imagens crípticas nos arquivos de casos de Dougie, guiados por luzes nas páginas. O chefe de Dougie reconhece um padrão nos desenhos e agradece Cooper. Cooper tem outra visão de MIKE dizendo-lhe para acordar. Janey-E conhece os dois criminosos que exigem US $ 52.000 da Dougie e lhes dá US $ 25.000, chamando-a de "única oferta". Duncan Todd recebe uma mensagem em seu laptop e puxa um envelope marcado com um ponto preto de seu cofre. Hitman Ike "The Spike" Stadtler recebe um envelope idêntico contendo fotos de Dougie e Lorraine, e mata Lorraine e seus colegas de trabalho. Albert encontra Diane, assistente de Cooper, em um bar. Em Twin Peaks, Richard Horne encontra o fornecedor de medicamentos vermelho. Ele acelera imprudentemente em seu caminhão, atravessa e mata um jovem. Carl Rodd testemunha o incidente e tenta consolar a mãe do menino. Hawk deixa cair uma moeda no banheiro e vê que o logotipo do fabricante da barraca é um chefe da Nez Percé. Percebendo dois parafusos na porta da barraca, ele encontra várias páginas escritas dentro. |              |                                                      |              |                          |                       |                     |
| 37 | 7            | "Part 7" "There's a Body All Right"                  | David Lynch  | Mark Frost & David Lynch | 18 de junho de 2017   | 0.294               |
| Hawk e Frank Truman examinam as páginas arrancadas do diário de Laura. Uma entrada descreve um sonho em que Annie diz a Laura que o bom Dale está preso no Lodge. Frank chama Doc Hayward, que relata suas lembranças do dia em que Cooper voltou do Lodge. O tenente Knox chega em Buckhorn e está atordoado ao saber que as impressões digitais de Garland Briggs são provenientes de um corpo no final dos anos quarenta, e não nos anos setenta. Albert e Gordon convencem Diane a falar com Cooper na prisão. Ela está chateada com a conversa e diz a Gordon que o homem não é Cooper. Andy providencia para conhecer o fazendeiro que possui o caminhão conduzido por Richard Horne no hit-and-run, mas ele nunca chega. O doppelgänger do tanoeiro escreve o Warden Murphy para liberá-lo e Ray. A polícia visita Cooper no local de trabalho de Dougie para interrogá-lo sobre o carro destruído de Dougie. Quando ele sai com Janey-E, Ike corre contra eles com uma arma, mas Cooper o desarma com habilidade quando o Homem de Outro Lugar parece pedir-lhe para "espremer sua mão". Beverly tenta localizar a fonte de um zumbido misterioso no escritório de Ben Horne e, em seguida, retorna para casa ao seu marido do terminal, Tom. |              |                                                      |              |                          |                       |                     |
| 38 | 8            | "Part 8" "Gotta Light?"                              | David Lynch  | Mark Frost & David Lynch | 25 de junho de 2017   | 0.246               |
| Ray dispara do doppelgänger de Cooper. Homens fantasmas rasgam seu corpo, revelando um saco com o rosto de BOB. Ray foge, deixando Jeffries uma mensagem que o doppelgänger pode ter sobrevivido. Mais tarde, o doppelgänger desperta. Em 1945, o Novo México, a primeira bomba atômica é detonada. Uma loja de conveniência é ocupada por homens fantasmas. Flutuando em um vazio, o Experimento produz um fluxo de fluido; Um glóbulo manifesta o rosto de BOB. Em um prédio acima de um mar roxo, o gigante observa a detonação, a loja de conveniência e BOB. Ele levita, a luz emana de sua cabeça. Lordita Dido entra, e um orbe com o rosto de Laura Palmer dentro flutua até ela. Ela manda o orbe para a Terra. Em 1956, o Novo México, uma criatura escotilha de um ovo. Um madeireiro desce para o chão, depois entra numa estação de rádio e mata a recepcionista. Sobrecarregando o disc jockey, ele repetidamente transmite as palavras "Esta é a água e este é o poço. Beba cheio e descer. O cavalo é o branco dos olhos e a escuridão interna", tornando os ouvintes inconscientes. A criatura entra no quarto de uma menina inconsciente e subiu pela garganta. O moinho de madeira mata o disc jockey e sai. |              |                                                      |              |                          |                       |                     |
| 39 | 9            | "Part 9" "This Is the Chair"                         | David Lynch  | Mark Frost & David Lynch | 9 de julho de 2017    | 0.355               |
| O doppelgänger de Cooper se reúne em uma fazenda com Hutch e Chantal. Ele envia um texto para Diane e chama Duncan Todd para perguntar se ele "fez" ainda. Ele ordena a morte de Warden Murphy, menciona um trabalho em Las Vegas e afasta-se. O chefe de Dougie diz que Dougie às vezes tem episódios devido a um acidente de carro antigo. A polícia de Las Vegas descobre que não há registro de Dougie Jones antes de 1997 e tira as impressões digitais e o DNA da caneca de café. Eles prenderam Ike "The Spike", que acabou de deixar uma mensagem de telefone para "J.T". Bobby visita sua mãe com o xerife Truman e Hawk para perguntar sobre Cooper; Ela diz a eles que o marido anunciou há muito tempo a sua chegada, e dá-lhes um pequeno cilindro de metal contendo instruções sobre um local, data e nome do Cooper, escrito duas vezes. O FBI pára em Buckhorn para examinar o corpo com as impressões digitais do Major Briggs. Tammy pergunta a Hastings, que diz que ele e Ruth visitaram Briggs em outra dimensão, onde ele estava "hibernando" por anos e testemunhou sua decadência enquanto dizia o nome de Cooper. Seu advogado é preso pelo assassinato de sua esposa. Enquanto isso, Johnny Horne entra em um acidente, e Jerry Horne alucina seu pé falando com ele.                                                              |              |                                                      |              |                          |                       |                     |
| 40 | 10           | "Part 10" "Laura Is the One"                         | David Lynch  | Mark Frost & David Lynch | 16 de julho de 2017   | 0.267               |
| Richard Horne confronta Miriam, que lhe diz que escreveu ao xerife Truman sobre o hit-and-run. Ele a ataca, liga o gás e acende uma vela no trailer e depois toca o deputado Chade, exigindo que ele intercepte a carta. Os Mitchums vêem uma notícia sobre a prisão de Ike e reconhecem Cooper na filmagem como "Mr. Jackpots". Janey-E leva Cooper para ver o médico de Dougie, o doutor Ben. Durante o check-up, ela percebe a boa forma em que ele está, e quando eles voltam para casa, ela o seduz. Nadine Hurley observa a última transmissão do Dr. Jacoby de sua cortinadeira. Richard Horne aparece na casa de sua avó Sylvia, exigindo dinheiro. Ele a ataca, esvaziando-a segura e bolsa e saindo com milhares de dólares. Duncan Todd ordena Anthony Sinclair para moldar Dougie pela negação de uma reivindicação de seguro de incêndio criminoso que perdeu os Mitchums $ 30 milhões. Albert e Gordon discutem suas suspeitas sobre Diane, depois que o FBI intercepta sua resposta ao doppelgänger de Cooper informando-o sobre a prisão de Hastings. Tammy mostra-lhes uma foto que coloca Cooper na cena antes dos assassinatos de Nova York. Hawk recebe outra ligação da Log Lady, que lhe diz que "Laura é a única". |              |                                                      |              |                          |                       |                     |
| 41 | 11           | "Part 11" "There's Fire Where You Are Going"         | David Lynch  | Mark Frost & David Lynch | 23 de julho de 2017   | 0.219               |
| Miriam é levada ao hospital. Becky, que foi abusada por seu marido, Steven Burnett, leva uma arma para matá-lo em seu apartamento, mas não encontra ele. Ela conhece Shelly e Bobby, cujo casamento está falhando; Shelly também está tendo um caso com o Red. Hastings leva o FBI para a casa onde conheceu o major Briggs. Gordon é quase teletransportado, mas é parado por Albert e encontra o corpo de Davenport. Diane vê um Woodsman matar Hastings, mas fica em silêncio. Eles falam sobre assistir os Woodsmen, mas não encontram vestígios da cabeça do Major. O chefe de Dougie faz uma reunião entre os Mitchums e Cooper leva uma uma caixa. Os Mitchums planejam matá-lo, mas o sonho de Bradley de diz que ele não é seu inimigo, a teoria é confirmada quando a caixa contém uma torta e um cheque com o dinheiro perdido no incidente. Os Mitchums levam Cooper para celebrar. |              |                                                      |              |                          |                       |                     |
| 42 | 12           | "Part 12" "Let's Rock"                               | David Lynch  | Mark Frost & David Lynch | 30 de julho de 2017   | 0.240               |
| Gordon e Albert recrutam Tammy e deletam Diane para a força-tarefa Rosa Azul. Sarah Palmer tem uma experiência inquietante em um supermercado, o que leva o vice-chefe Hawk a verificar sua casa. Albert interrompe Gordon e sua amiga francesa para mostrar-lhe uma mensagem de texto que Diane recebeu perguntando sobre Las Vegas. Cooper e Sonny Jim jogam baseball. Audrey Horne exige que seu marido, Charlie, a ajude a encontrar Billy, seu amante desaparecido. Ele relutantemente telefona para Tina, e fica atônito com o que ela lhe diz, mas não conta a Audrey o que Tina disse. Chantal e Hutch assassinam Warden Murphy. Frank Truman visita Ben Horne para lhe dizer que seu neto Richard matou o menino no atropelamento e fuga, e depois tentou matar a única testemunha, Miriam. Ben dá a Frank a chave para a sala 315 como uma lembrança para Harry, e concorda em pagar os custos médicos da Miriam. Diane descobre que as coordenadas no braço de Ruth Davenport apontam para Twin Peaks. |              |                                                      |              |                          |                       |                     |
| 43 | 13           | "Part 13" "What Story is That, Charlie?"             | David Lynch  | Mark Frost & David Lynch | 6 de agosto de 2017   | 0.280               |
| No Lucky Seven Insurance, os irmãos Mitchum dão presentes a Bushnell. Duncan Todd ordena que Tony mate Dougie. O doppelgänger de Cooper mata o chefe da gangue. Ray diz que Philip Jeffries o ordenou que o matasse, e que um guarda da prisão deu o anel. Depois de dizer a Ray para colocar o anel em seu dedo e pegar as coordenadas dele, ele dispara uma bala contra ele. Acontece que Richard Horne também está no prédio. A coruja e o espírito de Ray aparecem na sala vermelha, onde a mão de MIKE pega o anel. Os irmãos Fusco obtêm os resultados das impressões digitais de Dougie, mas se recusam a acreditar nisso. Tony pergunta aos policiais corruptos por um veneno que matará Cooper. Hutch e Chantal estão dirigindo na estrada. Tony envenena o café de Cooper, mas finalmente confessa sua colusão com Todd para Bushnell. Big Ed e Bobby jantam juntos no Double R, onde descobre-se que Norma transformou seu negócio em uma firma. Nadine e Jacobi se encontram pela primeira vez em sete anos. Sarah Palmer vê um loop de uma partida de boxe em casa. Audrey diz a Charlie que ela não sabe quem é ela e não pode sair da casa. Uma mulher no Roadhouse chora enquanto James interpreta a música "Just You & I". |              |                                                      |              |                          |                       |                     |
| 44 | 14           | "Part 14" "We Are Like the Dreamer"                  | David Lynch  | Mark Frost & David Lynch | 13 de agosto de 2017  | 0.253               |
| Frank informa a ao Gordon que as páginas encontradas no diário de Laura sugerem a existência de dois Coopers. Albert conta a Tammy sobre o primeiro caso do Rosa Azul. Disse sobre o anel encontrado no estômago do major Briggs, Diane identifica Janey-E como sua meia-irmã. Gordon ordena o escritório de Las Vegas para procurar o Joneses. Gordon recorda sonhar com Monica Bellucci e a última aparição de Phillip Jeffries. Chade é preso. Frank, Hawk, Bobby e Andy seguem as instruções do Major Briggs e encontram Naido nua na floresta. Depois de tocá-la, Andy é transportado para o Bombeiro, que mostra as visões dos acontecimentos no Novo México, Laura, dois Coopers, Lucy e um poste elétrico com número de 6 piscadas três vezes. Andy retorna e leva Naido ao Departamento do Xerife. James aprende com Freddie, o grande guarda de segurança do Grande Norte, que ele comprou uma luva de borracha reforçada e se mudou para Twin Peaks de Londres depois de uma visão do Bombeiro. James percebeu um estranho zumbido na sala de caldeiras. Sarah rejeita as cantadas s de um caminhoneiro em um bar. Quando ele insulta ela, ela abre o rosto, revela a escuridão e morde sua garganta, matando-o. No Roadhouse, Megan (a filha de Tina) e Sophie discutem sobre Billy, que invadiu e saiu da cozinha de Megan, sangrando no nariz. |              |                                                      |              |                          |                       |                     |
| 45 | 15           | "Part 15" "There's Some Fear in Letting Go"          | David Lynch  | Mark Frost & David Lynch | 20 de agosto de 2017  | 0.329               |
| Inspirada pelo programa do Dr. Jacoby, Nadine diz a Ed que ele é livre para ficar com Norma. Norma deixa Walter comprar a franquia Double R, depois beija Ed. O doppelgänger do Cooper chega à loja de conveniência. Os Woodsmen escoltam-no para um lugar acima, onde ele conhece Phillip Jeffries — agora uma máquina — e exige saber sobre a tentativa de assassinato de Ray e alguém chamado Judy. Jeffries lhe dá coordenadas. No exterior, Richard Horne confronta o doppelgänger, reconhecendo-o como um agente do FBI, sua mãe, Audrey, sabia, mas é subjugada. Gersten tenta consolar um Steven armado e suicida na floresta; Escondido de um transeunte, ela ouve um tiro. James é atacado pelo marido ciumento de Renee, que Freddie então hospitaliza; Freddie e James são presos. Chantal assassina Duncan Todd e Roger. Cooper reage a ouvir o nome de Gordon Cole em uma TV mostrando Crepúsculo dos Deuses, e enfia um garfo em uma tomada elétrica. Hawk recebe uma chamada de Log Lady moribunda, que lhe diz para procurar "o que está sob a lua em Blue Pine mountain". Audrey e Charlie continuam a discutir sobre procurar Billy. No Roadhouse, Ruby é forçada a sair de seu assento por dois homens, então passa por toda a pista de dança e começa a gritar.                                                                         |              |                                                      |              |                          |                       |                     |
| 46 | 16           | "Part 16" "No Knock, No Doorbell"                    | David Lynch  | Mark Frost & David Lynch | 27 de agosto de 2017  | 0.267               |
| Cooper doppelgänger e Richard seguem as coordenadas. Jerry Horne vê o doppelgänger enviar Richard para o sítio, onde ele é eletrocutado. Chantal e Hutch são mortos por um contador que provocam fora da residência de Jones. Cooper acorda de seu coma. MIKE diz-lhe que o doppelgänger está em paz e lhe dá o anel das corujas. Depois de confirmar que MIKE ainda tem a semente, Cooper lhe dá um fio de cabelo, dizendo-lhe para "fazer outro", então os Mitchums organizam um voo para Spokane, Washington. Depois de receber um texto do doppelgänger, Diane conta à força-tarefa que Cooper a estuprou em sua última reunião. Exclamando: "Estou na delegacia... Eu não sou eu", ela puxa uma arma, mas é baleada por Albert e Tammy. No Black Lodge, MIKE diz a Diane que ela foi fabricada; ela se dissolve em uma semente. No Roadhouse, Audrey dança sozinha para "Audrey's Dance". Quando acontece uma briga, Audrey insiste para Charlie que eles saem, e fica chocado ao encontrar-se gritando em seu reflexo em uma sala branca. |              |                                                      |              |                          |                       |                     |
| 47 | 17           | "Part 17" "The Past Dictates the Future"             | David Lynch  | Mark Frost & David Lynch | 3 de setembro de 2017 | 0.254               |
| Cole diz Albert de um entidade do mal conhecida como "Jowday" ou "Judy" e um plano entre ele, Cooper e Jeffries. O Agente informa Headly Cole que Dougie agora está desaparecido. Mullins relata uma mensagem de Cooper para Cole que ele está indo para Twin Peaks. Chad escapa de sua cela, mas é nocauteado por Freddie. O doppelgänger de Cooper chega à delegacia de Twin Peaks. Enquanto o doppelgänger está no escritório do Xerife Truman, Truman recebe uma ligação do verdadeiro Agente Cooper. O doppelgänger de Cooper desenha uma arma no Truman, mas é baleado por Lucy. Cooper, os outros agentes do FBI e os irmãos Mitchum chegam ao escritório do xerife. Os homens do bosque removem o espírito de BOB do abdômen do doppelgänger e luta contra Freddie, que o destrói. Cooper coloca o anel no dedo do doppelgänger, fazendo com que ele desapareça no Black Lodge. Naido é transformada em Diane. Cooper entra em um quarto no Great Northern, que o leva a Jeffries, que transporta Cooper de volta no tempo até a noite em que Laura Palmer foi assassinada. Cooper impede o assassinato de Laura e seu cadáver desaparece na manhã em que foi descoberta por Pete Martell. Cooper tenta condizir Laura através da floresta, mas ela desaparece.                                                                                      |              |                                                      |              |                          |                       |                     |
| 48 | 18           | "Part 18" "What Is Your Name?"                       | David Lynch  | Mark Frost & David Lynch | 3 de setembro de 2017 | 0.240               |
| O doppelgänger de Cooper fica no Quarto Vermelho, queimando. MIKE cria outro Dougie Jones, que retorna a Janey-E e Sonny Jim. Cooper tenta conduzir Laura através da floresta, mas ela desaparece. Ele aparece novamente na Sala Vermelha, encontrando MIKE e O Braço. Ele sai da Sala Vermelha e encontra Diane no Glastonbury Grove. Cooper e Diane dirigem para um hotel onde eles fazem sexo. Cooper acorda na manhã seguinte sozinho e encontra uma nota para alguém chamado Richard por sua suposta ex-amante Linda. Chegando a um jantar em Odessa, no Texas, Cooper defende-se habilmente contra os caubóis que assediam uma garçonete, depois verificou o endereço de outra garçonete fora de serviço. Ali, Cooper conhece uma mulher idêntica a Laura Palmer, chamada Carrie Page. Acreditando que Carrie seja realmente Laura, ele a leva para a residência Palmer em Twin Peaks. Cooper e Carrie descobrem que a casa é detida pelos Tremonds não relacionados. Cooper cresce cada vez mais confuso e questiona o ano atual. Carrie ouve Sarah Palmer chamando o nome de Laura e grita, deixando as luzes na casa sair. Os créditos rolam sobre um loop de câmera lenta de Laura sussurrando no ouvido de Cooper no Black Lodge. |              |                                                      |              |                          |                       |                     |

## Música
A trilha sonora contém composições novas e reutilizadas de Angelo Badalamenti, bem como músicas sobrias e o design de som de Dean Hurley e David Lynch (incluindo algumas do álbum The Air Is on Fire) e inéditas do projeto Thought Gang de Lynch e Badalamenti, duas faixas de quais anteriormente apareceram no Fire Walk with Me. As contribuições de Hurley foram lançadas no álbum Anthology Resource Vol. 1: △ em 6 de agosto de 2017, pela Sacred Bones Records. Várias faixas do álbum de Johnny Jewel, Windswept também aparecem por toda parte. Threnody for the Victims of Hiroshima de Krzysztof Penderecki aparece em cenas-chave. Duas trilhas sonoras serão lançadas em 8 de setembro de 2017, pela Rhino Records: Twin Peaks (Music From the Limited Event Series) e Twin Peaks (Limited Event Series Original Soundtrack).
Além disso, vários episódios contêm performances musicais no Roadhouse:
| Episódio(s)    | Artista | Música                                                     |
| -------------- | --- | ---------------------------------------------------------- |
| Part 2 Part 12 | Chromatics (Ruth Radelet, Adam Miller, Johnny Jewel e Nat Walker) | "Shadow" (Parte 2) "Saturday" (Parte 12)                   |
| Part 3         | The Cactus Blossoms (Jack Torrey, Page Burkum, Joel Paterson, Beau Sample e Alex Hall)                                                                                | "Mississippi"                                              |
| Part 4 Part 9  | Au Revoir Simone (Heather D'Angelo, Erika Forster e Annie Hart) | "Lark" (Parte 4) "A Violent Yet Flammable World" (Parte 9) |
| Part 5         | Trouble (Riley Lynch, Alex Zhang Hungtai, Sam Smith e Dean Hurley) | "Snake Eyes"                                               |
| Part 6         | Sharon Van Etten, com Carolyn Pennypacker Riggs, John Phillip Irons III s Zeke Hutchins                                                                               | "Tarifa"                                                   |
| Part 8         | Nine Inch Nails (Trent Reznor, Atticus Ross, Mariqueen Maandig, Robin Finck, Alessandro Cortini e Joey Castillo) (introduzido e creditado como "The" Nine Inch Nails) | "She's Gone Away"                                          |
| Part 9         | Hudson Mohawke | "Human"                                                    |
| Part 10        | Rebekah Del Rio | "No Stars"                                                 |
| Part 13        | James Marshall (como James Hurley) | "Just You"                                                 |
| Part 14        | Lissie, com Eric Sullivan, Lewis Keller e Jesse Siebenberg | "Wild West"                                                |
| Part 15        | The Veils (Finn Andrews, Sophia Burn e Uberto Rapisardi) | "Axolotl"                                                  |
| Part 16        | Eddie Vedder (introduzido como Edward Louis Severson III) | "Out of Sand"                                              |
| Part 17        | Julee Cruise | "The World Spins"                                          |

Outras músicas, na sua maioria tocadas, incluem:
- "American Woman" (David Lynch Remix), de Muddy Magnolias
- "Take Five", de Dave Brubeck
- "I Love How You Love Me", de The Paris Sisters
- "I Am (Old School Hip Hop Beat)", por Blunted Beatz
- "Habit" and "Tabloid", por Uniform
- "Sleep Walk", de Santo & Johnny
- "Green Onions", por Booker T. & the M.G.'s
- "My Prayer", por The Platters
- "Charmaine", de Mantovani
- "Viva Las Vegas", de Shawn Colvin
- "I've Been Loving You Too Long", de Otis Redding
- "Sharp Dressed Man", por ZZ Top

Beethoven's Moonlight Sonata e "Last Call", por David Lynch.

## Lançamento
Twin Peaks estreou no canal Showtime em 21 de maio de 2017, com um episódio de duas horas. Após a transmissão, a estreia e dois episódios adicionais ficarem disponíveis online, a série será mostrada em acréscimos semanais a partir desse ponto em diante (na insistência de Lynch). Em geral, a série consistirá em 18 episódios.  Será concluída em 3 de setembro de 2017, com um final de duas partes.
No Reino Unido, a Sky Atlantic fez uma transmissão simultânea do episódios, começando às 2:00 da manhã (horário local) em 22 de maio de 2017, e os dois episódios seguintes foram lançados no serviço on-demand da Sky UK após a estreia. Nos Países nórdicos, a série foi transmitida pelo canal HBO Nordic na estreia de duas horas no dia 22 de maio, e os episódios posteriores foram disponibilizados no dia seguinte à sua divulgação nos EUA. No Canadá, a série está disponível no CraveTV e The Movie Network, e estreou simultaneamente com a transmissão dos EUA. Na Austrália, os episódios estão disponíveis para transmitir no Stan no mesmo dia que a transmissão original dos EUA. Dois episódios foram exibidos no Festival de Cannes 2017. No Brasil, foi transmitido dublado e legendado pelo serviço de streaming Netflix um dia após a transmissão nos EUA, de 22 de maio até 4 de setembro de 2017. Em Portugal estreou uma semana após as exibições originais pelo canal TVSéries a partir do dia 28 de maio de 2017.

## Recepção

### Recepção da crítica
Com base nos dois primeiros episódios, a série obteve avaliações positivas dos críticos. No Metacritic , tem uma pontuação de 74 de 100 com base em 26 avaliações. Em Rotten Tomatoes, tem uma classificação de 94% com uma pontuação média de 7,8 em 10 com base em 65 avaliações. O consenso crítico do site é: "surreal, cheio de suspense e visualmente deslumbrante, este novo Twin Peaks é um triunfo de autoria para David Lynch".
Sonia Saraiya, da Variety, escreveu "Twin Peaks: The Return é estranho e assustador e lento. Mas é interessante. O show é muito teimoso, não é muito filme e não é TV, rejeitando histórias e formas padrão. Não é especialmente divertido para assistir e pode ser bastante perturbador. Mas nunca há a sensação de que você está assistindo algo desprovido de visão ou intenção. A visão de Lynch é tão total e absoluta que ele pode fugir com o que não seria aceitável".
Daniel Fienberg, do The Hollywood Reporter , comentou que "o que mais me impressionou sobre a estréia é como foi relativamente convincente, com uma clara ênfase em relativamente. O que estreou no domingo foi tão acessivelmente assustador, perturbador e audazmente engraçado quanto muitas das melhores partes dos Twin Peaks originais, e nenhum lado tão alucinante e subtextuamente destilado como o filme de pré-filme Fire Walk With Me". Fienberg também escreveu sobre o formato da série: "É óbvio que este Twin Peaks será uma unidade de 18 horas. Não houve separação discernível entre as horas e, se os créditos não tivessem ocorrido, a segunda hora provavelmente poderia ter fluido tão facilmente para o terceiro. Esta não é televisão episódica.
Em sua avaliação de grau "A", Emily L. Stephens, do The AV Club, escreveu sobre a possível recepção de críticas e telespectadores: "Esta estréia em duas partes será extremamente difícil para duas pessoas concordarem, em parte porque uma avaliação do observador sobre o avivamento dependerá do que eles esperavam. Se você estivesse ansioso pelo retorno do humor ocasionalmente às vezes aconchegante das duas temporadas originais de Twin Peaks , essa estréia poderia ser um choque. Se você estava antecipando que uma vez esmaga, agora mistura familiar de gêneros, isso é ... não é isso ". Ela chamou a estreia de duas partes "puro horror Lynchiano". 
No Festival de Cinema de Cannes de 2017, Lynch exibiu a estreia de duas horas da série e recebeu uma ovação de pé de cinco minutos da multidão.
Sean T. Collins do Rolling Stone, chamou a série de "uma das mais inovadoras séries de TV de sempre", elogiando suas linhas de história originais e complexas e as performances de seu elenco, particularmente Kyle MacLachlan. Matt Zoller Seitz do Vulture escreveu que o show era "o mais original e perturbador do drama de televisão de sucesso desde The Sopranos". Na avaliação da temporada para a IGN, Matt Fowler observou que Twin Peaks "voltou como uma verdadeira força artística que desafiou praticamente todas as convenções de narrativa que conhecemos" e marcou um 8.8 de 10. Além disso, as revistas Sight & Sound e Cahiers du cinéma, nomearam Twin Peaks: The Return, respectivamente, como o segundo melhor e o melhor "filme" do ano, com a Sight & Sound colocando-a para trás apenas o filme de terror psicológico Get Out. O Metacritic classificou Twin Peaks como a segunda melhor série de televisão de 2017; as 20 principais publicações classificaram como o melhor programa do ano.

### Lista das 10 melhores críticas
| 2017 |
| --- |
| - N.º 1 Rolling Stone - N.º 1 Vulture - N.º 1 Collider - N.º 1 Esquire - N.º 1 The Washington Post - N.º 1 The Playlist - N.º 1 Thrillist - N.º 2 The A.V. Club - N.º 2 Entertainment Weekly - N.º 2 Now - N.º 2 The Ringer - N.º 3 IndieWire - N.º 3 Slant Magazine - N.º 4 Variety - N.º 5 Paste - N.º 6 Uproxx - N.º 10 Adweek - The Atlantic - NPR - Los Angeles Times - The New York Times - Vogue |

### Audiência
A estreia de duas horas em 21 de maio de 2017 recebeu 506 mil espectadores no Showtime, que o Deadline.com chamou de "leve para um projeto de prestígio tão fortemente promovido". As classificações aumentaram para 626.000 após as transmissões ainda essa noite e a estreia também teve mais de 450.000 espectadores via streaming e sob demanda. A audiência para a estreia aumentou para 804 mil em classificações da Live+3 e teve uma audiência de 1,7 milhão em plataformas de streaming e on-demand. A Showtime anunciou que o fim de semana da estreia de Twin Peaks teve a maior parte das inscrições para o seu serviço de transmissão. Antes do final, a série estava com uma média de 2 milhões de telespectadores semanais, incluindo mudança de horário, encores e transmissão. O presidente da Showtime, David Nevins, disse que o Twin Peaks "superou as expectativas" de uma perspectiva financeira.
| Temporada | Temporada  | Ep. 1 | Ep. 2 | Ep. 3 | Ep. 4 | Ep. 5 | Ep. 6 | Ep. 7 | Ep. 8 | Ep. 9 | Ep. 10 | Ep. 11 | Ep. 12 | Ep. 13 | Ep. 14 | Ep. 15 | Ep. 16 | Ep. 17 | Ep. 18 |
| --------- | ---------- | ----- | ----- | ----- | ----- | ----- | ----- | ----- | ----- | ----- | ------ | ------ | ------ | ------ | ------ | ------ | ------ | ------ | ------ |
|           | The Return | 506   | 506   | 195   | 195   | 254   | 270   | 294   | 246   | 355   | 267    | 219    | 240    | 280    | 253    | 329    | 267    | 254    | 240    |

### Prêmios e indicaçõws
| Ano  | Ceremônia                      | Categoria                                                             | Indicado(s)                          | Resultado | Ref.    |
| ---- | ------------------------------ | --------------------------------------------------------------------- | ------------------------------------ | --------- | ------- |
| 2018 | Art Directors Guild Awards     | Uma hora da série de televisão de uma única câmera contemporânea      | Ruth De Jong                         | Indicado  | [ 112 ] |
| 2018 | en:Cinema Audio Society Awards | Realização proeminente na de som em filme, da televisão ou minissérie | Douglas Axtell, Ron Eng, Dean Hurley | Pendente  | [ 113 ] |
| 2018 | Dorian Awards                  | Série dramática do ano                                                | Twin Peaks: The Return               | Indicado  | [ 114 ] |
| 2018 | Dorian Awards                  | Melhor performance – Ator                                             | Kyle MacLachlan                      | Venceu    | [ 114 ] |
| 2018 | Globo de Ouro                  | Globo de Ouro de melhor ator em minissérie ou filme para televisão    | Kyle MacLachlan                      | Indicado  | [ 115 ] |
| 2018 | Golden Reel Awards             | Desempenho excepcional na edição de som - Forma curta episódica       | David Lynch, Dean Hurley             | Pendente  | [ 116 ] |

## Home media
A série foi lançada em Blu-ray e DVD dia 5 de dezembro de 2017 e inclui mais de seis horas de conteúdo por trás das cenas.

## Futuro
Lynch manifestou interesse em fazer outra temporada de "Twin Peaks", mas observou que esse projeto não seguirá imediatamente The Return, já que levou quatro anos e meio para ele e Frost escreverem e filmarem a terceira temporada.